# Eugenio Rodríguez Vega
Eugenio Rodríguez Vega (San Ramón, 18 de agosto de 1925 - Santa Ana, 10 de marzo de 2008) fue un político, historiador y docente costarricense. 
Se lo considera uno de los costarricenses más destacados de la segunda mitad del siglo XX, por sus aportes como docente y servidor público, así como por sus abundantes investigaciones históricas.
«Siempre he sido orgánicamente incapaz de hacer dinero, nunca he podido hacer un negocio, pero ese afán de enriquecerse y de tener cosas me molesta profundamente y no por humildad, aunque fuera millonario yo creo que no podría vivir en el lujo porque me desagrada. Si usted va a mi casa, va a ver que es una cabaña de madera, sencilla en San Rafael de Santa Ana, encaramada en un cerro». Entrevista del periodista Juan Alberto Castro, para Club de Libros.

## El entorno familiar
Nació en San Ramón, el 18 de agosto de 1925, hijo de don Virgilio Rodríguez y de doña Amalia Vega Castro. Se casó con doña Norma Oconitrillo Mata, profesora de matemática, con quien procreó cuatro hijos (dos mujeres, Beatriz y Laura y dos varones, Javier y Pablo).

## Su carrera profesional
Estudió en el Liceo de Costa Rica donde obtuvo el bachillerato en 1943 y se graduó como abogado en la Universidad de Costa Rica, incorporándose al Colegio de Abogados el 23 de junio de 1952, con el número 565. Fue Contralor General de la República durante el período 1964-1970. Rector de la Universidad de Costa Rica (9 de diciembre de 1970 al 8 de diciembre de 1973 y del 9 de diciembre de 1973 al 31 de julio de 1974) y Ministro de Educación Pública (1982-1986) durante la administración de don Luis Alberto Monge. Fue cofundador del Partido Social Demócrata, Director de la Revista Surco y de otras publicaciones culturales y políticas.

## El premio Magón 2005
En el 2006 don Eugenio Rodríguez Vega recibió el galardón más importante que concede el Estado costarricense a una vida dedicada a las artes y las ciencias: el Premio Magón 2005.

## Fallecimiento
Falleció en Curridabat, el 10 de marzo de 2008 a los 82 años de edad.

## Sus investigaciones y ensayos
Durante su vida se destacó como investigador, publicando los siguientes ensayos y obras históricas:
- Apuntes para la sociología costarricense (1953)
- Los días de Don Ricardo (1971)
- Biografía de Costa Rica (1980)
- De Calderón a Figueres (1980)
- Siete ensayos políticos (1982)
- Una historia mínima de Costa Rica
- Historia de Costa Rica después de 1948
- Por el camino (1990)
- Libro de memorias
- Voces del 43
- Cinco educadores en la historia (2001)
- Cien Momentos, (recoge cien escenas de su propia vida).

## Otros cargos desempeñados
Algunos otros cargos públicos y políticos desempeñados por don Eugenio Rodríguez fueron los siguientes:
- Abogado del Banco de Costa Rica, de 1952 a 1961.
- Profesor de Sociología en la Facultad de Ciencias y Letras de la Universidad de Costa Rica.
- Subdirector del Departamento de Estudios Generales en esa misma Facultad
- Profesor en la Facultad de Estudios Generales de la Universidad de Puerto Rico, 1959-1961.
- Secretario general (vicerrector de la Universidad de Costa Rica 1961-1964).
- En mayo de 1964 fue elegido por la Asamblea Legislativa contralor general de la República.
- El 10 de octubre de 1970 la Asamblea Universitaria lo designó rector de la Universidad de Costa Rica, siendo reelecto para un nuevo período en noviembre de 1973.
- Miembro del Consejo Ejecutivo de la Unión de Universidades de América Latina.
- Presidente de la Confederación Universitaria Centroamericana (CSUCA).
- En 1974 y 1975 fue presidente Ejecutivo del Instituto Mixto de Ayuda Social (IMAS).
- En 1981 profesor en la Universidad de Costa Rica en la Escuela de Historia y Geografía.
- Miembro de la Junta Universitaria de la Universidad Estatal a Distancia.

## Su personalidad
En la entrevista del periodista Juan Alberto Castro para Clubdelibros, don Eugenio Rodríguez dijo, refiriéndose a sí mismo:
"¡Yo qué se!, todos somos un amasijo de virtudes y defectos, yo no se si tendré alguna virtud y no es por modesto, si no porque uno en la vida se encuentra con tanta gente valiosa y llena de virtudes que da vergüencilla enorgullecerse por alguna cosa buena que haya hecho".